# Application multilinéaire
En algèbre linéaire, une application multilinéaire est une application à plusieurs variables vectorielles et à valeurs vectorielles qui est linéaire en chaque variable. Une application multilinéaire à valeurs scalaires est appelée forme multilinéaire. Une application multilinéaire à deux variables vectorielles est dite bilinéaire.
Quelques exemples classiques :
- le produit scalaire est une forme bilinéaire symétrique ;
- le déterminant est une forme multilinéaire antisymétrique des colonnes (ou lignes) d'une matrice carrée.

L'étude systématique des applications multilinéaires permet d'obtenir une définition générale du déterminant, du produit extérieur et de nombreux autres outils ayant un contenu géométrique. La branche de l'algèbre correspondante est l'algèbre multilinéaire. Mais il y a également de très nombreuses applications dans le cadre des variétés, en topologie différentielle. 

## Définition
Soient un entier k > 0 et des espaces vectoriels {\displaystyle E_{1},\ldots ,E_{k},F} sur un même corps K. Une application
{\displaystyle f:E_{1}\times \ldots \times E_{k}\to F}
est dite multilinéaire (ou plus précisément : k-linéaire) si elle est linéaire en chaque variable, c'est-à-dire si, pour des vecteurs {\displaystyle x_{1},...,x_{k},x'_{i}} et des scalaires a et b,
{\displaystyle f(x_{1},\dots ,x_{i-1},ax_{i}+bx'_{i},x_{i+1},\dots ,x_{k})=af(x_{1},\dots ,x_{i},\dots ,x_{k})+bf(x_{1},\dots ,x'_{i},\dots x_{k}).}
De façon informelle, on peut se représenter une application k-linéaire comme une application produit de k termes, avec une propriété de type distributivité.
L'ensemble des applications k-linéaires de {\displaystyle E_{1}\times \ldots \times E_{k}} dans F est un sous-espace vectoriel de l'espace FE1×…×En de toutes les applications de E1×…×En dans F. C'est donc un espace vectoriel, que l'on note {\displaystyle L(E_{1},\ldots ,E_{k};F)}, ou plus simplement {\displaystyle L_{k}(E;F)} lorsque {\displaystyle E_{1}=\ldots =E_{k}=E}. L'espace {\displaystyle L_{k}(E;K)} des formes k-linéaires sur E est noté {\displaystyle L_{k}(E)}.
Si k = 1, on retrouve l'espace {\displaystyle L(E;F)} des applications linéaires de E dans F. En revanche si k > 1, il ne faut pas confondre l'espace d'applications multilinéaires {\displaystyle L(E_{1},\ldots ,E_{k};F)} avec l'espace {\displaystyle L(E_{1}\times \ldots \times E_{k};F)} des applications linéaires sur l'espace vectoriel produit {\displaystyle E_{1}\times \ldots \times E_{k}}. Par exemple, de K×K dans K, la multiplication {\displaystyle (x_{1},x_{2})\mapsto x_{1}x_{2}} est bilinéaire mais pas linéaire, tandis que la projection {\displaystyle (x_{1},x_{2})\mapsto x_{1}} est linéaire mais pas bilinéaire.

## Écriture en composantes
Si {\displaystyle {\mathcal {B}}_{1},\ldots ,{\mathcal {B}}_{k}} (finies ou pas) sont des bases respectives des espaces {\displaystyle E_{1},\ldots ,E_{k}}, l'application (linéaire) de restriction
{\displaystyle L(E_{1},\ldots ,E_{k};F)\to F^{{\mathcal {B}}_{1}\times \ldots \times {\mathcal {B}}_{k}},\qquad f\mapsto f_{|{\mathcal {B}}_{1}\times \ldots \times {\mathcal {B}}_{k}}}
est bijective (donc est un isomorphisme d'espaces vectoriels), c'est-à-dire qu'une application k-linéaire est entièrement déterminée par ses valeurs sur les k-uplets de vecteurs des bases, et que ces valeurs peuvent être des vecteurs quelconques de F.
Plus concrètement, et en supposant pour simplifier les notations que
{\displaystyle E_{1}=\ldots =E_{k}\quad {\text{et}}\quad {\mathcal {B}}_{1}=\ldots ={\mathcal {B}}_{k}=(e_{i})_{i=1,\ldots ,n},}
on peut décomposer chaque vecteur
{\displaystyle x_{j}=\sum _{i=1}^{n}X_{i,j}e_{i}.}
Alors l'expression d'une forme k-linéaire sur le k-uplet {\displaystyle x_{1},...,x_{k}} devient
{\displaystyle f(x_{1},\dots ,x_{k})=f\left(\sum _{i_{1}=1}^{n}X_{i_{1},1}e_{i_{1}},\dots ,\sum _{i_{k}=1}^{n}X_{i_{k},k}e_{i_{k}}\right)=\sum _{i_{1}=1}^{n}\dots \sum _{i_{k}=1}^{n}\prod _{j=1}^{k}X_{i_{j},j}f(e_{i_{1}},\dots ,e_{i_{k}}).}
La connaissance des {\displaystyle n^{k}} valeurs {\displaystyle f(e_{i_{1}},\dots ,e_{i_{k}})} détermine entièrement l'application k-linéaire f.
En particulier, l'espace {\displaystyle L_{k}(E)} des formes k-linéaires sur un espace vectoriel E de dimension n a pour dimension {\displaystyle n^{k}}.

## Symétrie et antisymétrie
Une application {\displaystyle f\in L_{k}(E;F)} est dite
- symétrique si elle est commutative, c’est-à-dire si l'échange de deux vecteurs ne modifie pas le résultat :

{\displaystyle f(x_{1},\dots ,x_{k})=f(x_{1},\dots ,x_{i-1},x_{j},x_{i+1},\dots ,x_{j-1},x_{i},x_{j+1},\dots ,x_{k})} ;
- antisymétrique si elle est anticommutative, c’est-à-dire si l'échange de deux vecteurs a pour effet de changer le résultat obtenu en son opposé :

{\displaystyle f(x_{1},\dots ,x_{k})=-f(x_{1},\dots ,x_{i-1},x_{j},x_{i+1},\dots ,x_{j-1},x_{i},x_{j+1},\dots ,x_{k})}.
On peut effectuer plusieurs échanges de vecteurs successifs. On réalise ainsi une permutation des vecteurs, obtenue comme une succession de transpositions. À chaque étape, le résultat est non modifié si f est symétrique, et changé en son opposé si f est antisymétrique. Finalement, l'effet d'une permutation générale des vecteurs est de ne pas modifier le résultat si f est symétrique, et de multiplier par la signature de la permutation si f est antisymétrique. En résumé, {\displaystyle {\mathfrak {S}}_{k}} désignant le groupe symétrique d'indice {\displaystyle k} :
- si f est symétrique alors[1] :

{\displaystyle \forall \sigma \in {\mathfrak {S}}_{k},\;f(x_{\sigma (1)},\dots ,x_{\sigma (k)})=f(x_{1},\dots ,x_{k})} ;
- si f est antisymétrique alors[1] :

{\displaystyle \forall \sigma \in {\mathfrak {S}}_{k},\;f(x_{\sigma (1)},\dots ,x_{\sigma (k)})=\varepsilon (\sigma )f(x_{1},\dots ,x_{k})} où {\displaystyle \varepsilon (\sigma )} est la signature de  {\displaystyle \sigma }.
Les sous-ensembles correspondants de {\displaystyle L_{k}(E;F)}, notés respectivement {\displaystyle S_{k}(E;F)} et {\displaystyle A_{k}(E;F)}, sont des sous-espaces vectoriels. Si la caractéristique du corps K est égale à 2, ils sont égaux.

## Application alternée
Une application {\displaystyle f\in L_{k}(E;F)} est dite alternée si elle s'annule à chaque fois qu'on l'évalue sur un k-uplet contenant deux vecteurs identiques :
{\displaystyle [\exists i\neq j,x_{i}=x_{j}]\Rightarrow f(x_{1},\dots ,x_{k})=0.}
De façon équivalente, une application k-linéaire sur {\displaystyle E^{k}} est alternée si elle s'annule sur tous les k-uplets liés. En particulier, si k est strictement supérieur à la dimension de E, alors la seule application k-linéaire alternée de {\displaystyle E^{k}} dans F est l'application nulle.

Toute application multilinéaire alternée est antisymétrique.
Si la caractéristique du corps K est différente de 2, la réciproque est vérifiée : toute application multilinéaire antisymétrique est alternée.

### Applicationn-linéaire alternée en dimensionn
Dans cette section on suppose que l'espace E est de dimension finie n et l'on étudie le cas particulier k = n. Pour F = K, cette étude permet de donner une définition alternative du déterminant dans une base e d'un n-uplet de vecteurs, ou de sa matrice, lorsqu'on l'a défini au préalable par la formule de Leibniz.
Si E est muni d'une base {\displaystyle e=(e_{1},\dots ,e_{n})}, on peut décomposer chaque vecteur
{\displaystyle x_{j}=\sum _{i=1}^{n}X_{i,j}e_{i}}.
Alors, l'expression d'une forme n-linéaire f sur le n-uplet {\displaystyle x_{1},\dots ,x_{n}} (voir supra) se simplifie lorsque f est alternée (donc aussi antisymétrique) :
{\displaystyle f(x_{1},\dots ,x_{n})=\left(\sum _{\sigma \in {\mathfrak {S}}_{n}}\varepsilon (\sigma )\prod _{j=1}^{n}X_{\sigma (j),j}\right)f(e_{1},\dots ,e_{n})={\det }_{e}(x_{1},\dots ,x_{n})f(e_{1},\dots ,e_{n})} où {\displaystyle \varepsilon (\sigma )} est la signature de  {\displaystyle \sigma }.
Ainsi, la connaissance du seul vecteur {\displaystyle f(e_{1},\dots ,e_{n})} suffit pour déterminer complètement la fonction f, et l'application {\displaystyle {\det }_{e}} est l'unique forme n-linéaire alternée f telle que {\displaystyle f(e_{1},\dots ,e_{n})=1}.
Théorème — Si E est de dimension n, alors l'espace {\displaystyle A_{n}(E;F)} des applications n-linéaires alternées de En dans F est isomorphe à F.
Remarque : ce théorème permet d'orienter des espaces vectoriels réels en choisissant, dans le cas où F=R, dans la droite A des formes n-linéaires alternées, l'une ou l'autre des demi-droites A' ou A'' et en appelant plans vectoriels orientés les couples (E,A) ou (E,A').

### Applicationk-linéaire alternée en dimensionn>k
Reprenant le cas d'une application k-linéaire alternée en dimension n, on suppose cette fois que n > k (rappelons que si n < k, toute application k-linéaire alternée est nulle). Une partie seulement des résultats précédents peut être étendue. Il est toujours possible de supprimer les termes où figure deux fois le même vecteur ; il vient
{\displaystyle f(x_{1},\dots ,x_{k})=\sum _{(i_{1},\dots ,i_{k})\in J}\prod _{j=1}^{k}X_{i_{j},j}f(e_{i_{1}},\dots ,e_{i_{k}})}
où J est l'ensemble des k-uplets {\displaystyle (i_{1},...,i_{k})} avec chaque {\displaystyle i_{j}} dans [|1,n|] et les {\displaystyle i_{j}} tous distincts. De plus par antisymétrie, il est possible de réordonner les termes dans f de façon à ne conserver qu'une combinaison de termes de la forme 
{\displaystyle f(e_{i_{1}},\dots ,e_{i_{k}})\qquad {\text{ avec }}1\leq i_{1}<i_{2}<\dots <i_{k-1}<i_{k}\leq n.}
Le nombre de tels k-uplets réordonnés est le coefficient binomial {\displaystyle {\tbinom {n}{k}}}, et une forme k-linéaire alternée est caractérisée par la donnée de la valeur de f sur ces k-uplets. En définitive, le théorème précédent se généralise en :
Théorème — Si E est de dimension n, alors l'espace {\displaystyle A_{k}(E;F)} des applications k-linéaires alternées de Ek dans F est isomorphe à
Plus précisément, la formule de décomposition peut être écrite en utilisant la notion de déterminant : chaque coefficient est un mineur de la matrice représentative de la famille des vecteurs {\displaystyle x_{i}} dans la base des {\displaystyle e_{j}}.
{\displaystyle f(x_{1},\dots ,x_{k})=\sum _{1\leq i_{1}<i_{2}<\dots <i_{k-1}<i_{k}\leq n}{\begin{vmatrix}X_{i_{1};1}&X_{i_{1};2}&\dots &X_{i_{1};k}\\X_{i_{2};1}&X_{i_{2};2}&\dots &X_{i_{2};k}\\\vdots &\vdots &\ddots &\vdots \\X_{i_{k};1}&X_{i_{k};2}&\dots &X_{i_{k};k}\end{vmatrix}}f(e_{i_{1}},\dots ,e_{i_{k}}).}

## Note
1. 1 2 3  Lucien Chambadal et Jean-Louis Ovaert, « Linéaire & multilinéaire », dans Dictionnaire des mathématiques: algèbre, analyse, géométrie, Albin Michel, 4 septembre 1997, 923 p. (ISBN 978-2226094230), p. 644
2. 1 2 3  Pour une démonstration, voir par exemple la leçon sur Wikiversité.
3. ↑  Jean Dieudonné, Algèbre linéaire et géométrie élémentraire, Paris, Hermann, 1964, pp. 78-83 pour les plans vectoriels